# Galway Girl (canción de Steve Earle)
«Galway Girl» es una canción escrita por Steve Earle  y grabada con la artista  Irlandesa Sharon Shannon originalmente como "The Galway Girl". Fue lanzado en el álbum de 2000 de Earle llamado Transcendental Blues.  "The Galway Girl" cuenta la historia semiautobiográfica de la reacción del compositor a una hermosa chica de ojos azules que conoce en Galway, Irlanda. Hay referencias locales que incluye los poblados de Salthill y The Long Walk del Condado de Galway.
Una versión de la canción realizada por Mundy y Sharon Shannon  alcanzó el número uno y se convirtió en la canción más descargada de 2008 en Irlanda, y ha pasado a convertirse en el octavo mayor venta única en la historia gráfica de Irlanda. Ha sido objeto de un gran número de versiones y interpretaciones en vivo.

## Versiones
El artista irlandés Mundy colaboró con Sharon Shannon en una versión de "Galway Girl", un tema que había realizado previamente con Steve Earle. Una versión de estudio de la canción alcanzó el número uno en la lista de singles de Irlanda en abril de 2008 y permaneció allí durante cinco semanas.  Fue la descarga más vendida en Irlanda en 2008, y fue un nominado ganador en los Premios Meteor 2008. La canción fue el sencillo más vendido en Irlanda en 2008.
Mundy también grabó una versión en Gaélico irlandés de la canción, "Cailín na Gaillimhe", para Ceol '08, un disco de compilación en irlandés que fue lanzado en 2008 para recaudar fondos para varias organizaciones benéficas irlandesas.

## Otras versiones
| Año  | Grupo o artista | Álbum                                                        |
| ---- | --- | ------------------------------------------------------------ |
| 2003 | The Punters | Fisherman's Blues                                            |
| 2004 | The Elders | The Best Crowd We Ever Had                                   |
| 2007 | The Fenians | The Best of the Fenians: Couldn't Have Come at a Better Time |
| 2010 | Mike Denve | The Essential Galway Boy Collection                          |
| 2011 | Celtic Thunder | Heritage                                                     |
| 2012 | Scythian | It's Not Too Late                                            |
| 2012 | Rapalje | Clubs                                                        |
| 2013 | Foster y Allen con Shayne Ward. | One Little Christmas                                         |
| 2015 | Damien Leith con Sharon Shannon | Songs from Ireland                                           |
| 2015 | Old Goats | A Rattling Pint                                              |
| 2017 | Ritchie Remo, una cantante de Irlanda del Norte como "Galway Girls" como un mashup de esta canción y similarmente titulado una realizada por Ed Sheeran llamada Galway Girl. | Video de YouTube                                             |

- El comediante Stewart Lee se refiere y canta la canción en su show 2009 de Fringe de Edimburgo y también en su DVD en vivo si prefiere un comediante más suave por favor pregunte por uno (If You Prefer a Milder Comedian Please Ask for One),publicado el 11 de octubre de 2010.